# Remo Ferretti
Remo Ferretti (* 23. Mai 1936 in Bozen; † 2. April 2013 ebenda) war ein italienischer Politiker aus Südtirol.

## Leben
Ferretti war beruflich als Lehrer und Schuldirektor tätig und engagierte sich in der Katholischen Aktion. Auf der Liste der Democrazia Cristiana (DC) wurde er 1965 erstmals in der Bozner Gemeinderat gewählt, dem er bis 1978 angehörte und wo er als Fraktionsvorsitzender seiner Partei fungierte. In den Jahren von 1966 bis 1969 und von 1972 bis 1976 war er zudem Stadtrat für Personal und allgemeine Angelegenheiten, für öffentlichen Unterricht, Statistik und Studien und zuletzt für Urbanistik.
Ferretti war von 1974 bis 1979 Landesparteisekretär der DC und von 1977 bis 1986 Mitglied des DC-Nationalrats. 1978 wurde er in den Südtiroler Landtag und damit gleichzeitig den Regionalrat Trentino-Südtirol gewählt, seit 1979 war er Mitglied der Südtiroler Landesregierung. Dort war er in den Kabinetten Magnago V, Magnago VI und Durnwalder I für die Ressorts italienische Schule und Kultur, Handel, Fürsorge und Wohlfahrt zuständig und seit 1984 Landeshauptmannstellvertreter.
Der Tangentopoli-Skandal beendete 1993 schlagartig auch Ferrettis politische Laufbahn: Nachdem er über einige Monate hinweg in mehrere polizeiliche Ermittlungen verwickelt worden und von seinem Posten in der Landesregierung bereits im Februar zurückgetreten war, begab er sich nach Bekanntwerden einer weiteren Anklage und aufgrund einer unmittelbar bevorstehenden Überführung in Untersuchungshaft auf die Flucht. Den Rücktritt von seinem Landtags- und Regionalratsmandat reichte er postalisch aus seinem Versteck ein. Er konnte erst mehrere Monate später ergriffen werden und wurde vor Gericht wegen versuchter Erpressung und weiterer vier Straftaten verurteilt.
Am 2. April 2013 starb Ferretti im Bozner Krankenhaus an den Folgen einer Hirnblutung, die er zwei Tage zuvor erlitten hatte.